# Internet Download Manager
Internet Download Manager (IDM) è un software di accelerazione download disponibile solo per il sistema operativo Windows, e una variante per Android presente all'interno del Play store.

## Caratteristiche
IDM permette agli utenti di scaricare automaticamente tutti i tipi di file, dividendoli in parti per accelerare il download, supporta le liste di download per un accesso facile ai file. 
Per Windows, il software è disponibile in due versioni:
- versione di prova di 30 giorni
- versione completa (a pagamento)

Per Android è disponibile gratuitamente con annunci; per rimuovere gli annunci bisogna comprare una licenza a pagamento.
IDM funziona con Microsoft Edge, Google Chrome, Mozilla Firefox, Opera, Internet Explorer, Safari, MSN Explorer, AOL, Mozilla Firebird, Avant Browser, e Maxthon.